# 浪越勝海
浪越 勝海（なみこし かつうみ、1942年7月9日 - 2009年4月25日）は、日本の地方公務員。東京都港湾局長、東京都産業労働局長、東京ビッグサイト代表取締役社長等を歴任した。

## 人物・経歴
香川県立観音寺第一高等学校を経て、早稲田大学商学部卒業。1968年東京都入庁（大田区）。1974年東京都総務局人事部職員課主査。1981年板橋高等職業訓練校庶務課長。1983年東京都総務局副主幹（労務・任用監理担当）。1986年東京都財務局主計部予算第二課長。1988年東京都財務局主計部予算第―課長（統括課長）。1990年東京都総務局総務部総務課長。1991年東京都総務局参事（総務局総務部総務課長事務取扱）。1991年東京都生活文化局二ューヨーク事務所長。1993年東京都企画審議室特命担当部長。1993年東京都総務局地域振興担当部長。1995年東京都清掃局作業部長。1997年東京都総務局理事（行政改革推進担当）。1999年東京都港湾局長。2000年東京都労働経済局長、東京都中小企業振興公社理事長。2001年東京都産業労働局長、東京都中小企業振興公社理事長。2003年東京ビッグサイト代表取締役社長。2009年死去。死没日付をもって従五位に叙され瑞宝小綬章を追贈された。